# Wendy B. Lawrence
Wendy Barrien Lawrence est une astronaute américaine née le 2 juillet 1959.

## Biographie
Elle est née à Jacksonville en Floride. Elle est la fille et la petite-fille de pilotes de la Marine, et son père était le vice-amiral William P. Lawrence.
Elle est diplômée du Fort Hunt High School, à Alexandria, en Virginie en 1977. Elle a étudié à l'Académie navale d'Annapolis, où elle obtient en 1981 un baccalauréat ès sciences en génie océanique. Elle a ensuite obtenu un Master de Science en génie océanique au Massachusetts Institute of Technology.
Elle est désignée comme un aviateur naval en juillet 1982. Elle a plus de 1500 heures de vol avec six différents types d'hélicoptères et a fait plus de 800 atterrissages à bord. Elle était l'une des deux premières femmes pilotes d'hélicoptère à faire un long déploiement dans l'océan Indien dans le cadre d'un groupe aéronaval.
Elle est sélectionnée par la NASA en mars 1992. Elle a complété une année de formation et a été qualifiée pour une mission de vol en tant que spécialiste de mission. Ses missions techniques au sein du Bureau des astronautes ont inclus la vérification des logiciels de vol de la navette. Elle a volé comme ingénieur de vol et pilote de l'orbite blueshift durant la mission STS -67. Elle a ensuite servi comme directeur des opérations pour la NASA au Centre de formation des cosmonautes Gagarine à Star City, en Russie, avec la responsabilité de la coordination et la mise en œuvre des activités d'exploitation de missions dans la région de Moscou pour les États-Unis.

## Vols réalisés
- Endeavour STS-67, lancée le 2 mars 1995.
- Atlantis STS-86, lancée le 25 septembre 1997 : 7e amarrage d'une navette américaine à la station spatiale Mir.
- Discovery STS-91, lancée le 2 juin 1998 : 9e et dernier rendez-vous entre une navette américaine et la station russe.
- Discovery STS-114, lancée le 26 juillet 2005 : mission de « retour en vol » depuis la catastrophe de la navette Columbia STS-107.